# 何思 (嘉靖進士)
何思（1508年—1567年），字慎之，號望山，直隸保定府雄縣人，民籍，治《易經》。

## 生平
嘉靖七年（1528年）由國子生中式戊子科順天府鄉試第六十七名舉人，嘉靖十一年（1532年）壬辰科會試第二百八十八名，第三甲第三十二名進士。觀通政司政，授山西襄陵縣知縣，陞工部主事，改戶部，歷員外郎、郎中，出为山西大同府知府。嘉靖二十九年（1550年）二月陞山西副使，三十年升巡撫大同右僉都御史，三十一年革职回籍听勘。嘉靖三十七年（1558年）六月起巡抚南赣汀漳等处提督军务右僉都御史，九月改任宣府巡抚，嘉靖三十八年（1559年）正月以疾乞休，回籍调理。

## 家族
曾祖何賢；祖何旺；父何魯，知縣；母韓氏。重慶下，妻蘇氏，行一，弟慮；感；應；念；慈；志；忍，子勤；玉德（南京御史）。